# Station Gorzyń Wielkopolski
Station Gorzyń Wielkopolski is een spoorwegstation in de Poolse plaats Gorzyń.